# Frankfurt Gamblers
Die Frankfurt Gamblers waren ein Frankfurter Verein für American Football, der von 1985 bis 1994 existierte.
Der Verein war ein direkter Nachfolger der Frankfurter Löwen, des 1977 gegründeten ersten Deutschen Footballvereins, der zweimal Meister wurde.
Die Gamblers spielten von 1991 bis 1993 in der German Football League 2, bzw. 2. Bundesliga Mitte, wo sie 1993 Meister wurden, aber nicht aufsteigen konnten. Stattdessen spielten sie 1994 in der Football League of Europe und gingen daran Bankrott.
Das Personal gründete für 1995 den Klub Frankfurt Knights, der erneut europaweit spielte, und kurz danach ebenfalls insolvent war.

## Geschichte
Die Gründung der Frankfurt Gamblers erfolgte am 9. Dezember 1985. Ehemalige Spieler und Funktionäre der zerfallenen Frankfurter Löwen beschlossen die Gründung eines neuen Vereins unter der Leitung ihres ersten Präsidenten, Ford F. Gregori. Die weiteren Gründungsmitglieder waren Klaus Possinke, Joachim Taubert, Oliver Grün, Thomas Steiding und Sabine und Jochen Pfeiffer.
Das Jahr 1986 in der Regionalliga Südwest begann mit Anlaufschwierigkeiten. Anfangs waren nur 20 Spieler im Training, die Mannschaft wuchs jedoch bald auf 35 Spieler an. Nach einem ersten Trainingslager empfing man den ersten Gegner, die „Stuttgart Stallions“. Die ersten sechs Punkte in der Geschichte der Gamblers erzielte Thomas Steiding. Das Spiel wurde allerdings mit 11:18 verloren. Der erste Sieg der Vereinsgeschichte fiel dann allerdings gegen die „Black Forest Spirits“ aus Waldshut mit 49:0 recht deutlich aus. Die erste Saison beendeten die Gamblers mit einem ausgeglichenen Punktestand von 8:8 Punkten als Vizemeister, ein Titel, der 1987 und 1988 verteidigt werden konnte.
1989 wurde das schlechteste Jahr der jungen Mannschaft, nach nur zwei Siegen gegen die „Neu Isenburg Jets“ wurde man in der neu organisierten Verbandsliga Hessen Vorletzter. 
Sehr viel erfolgreicher verlief das folgende Jahr 1990. Ungeschlagen wurden die Frankfurter Meister in der Verbandsliga Hessen mit 52:16 Punkten. Eine erneute Neugliederung der Bundesligen verhinderte einen Spielklassenwechsel.
Dieser gelang dann jedoch ein Jahr später. Aus der Regionalliga Mitte kam die Mannschaft in die Zweite Bundesliga Mitte.
1992 erreichten die Gamblers als Aufsteiger auf Anhieb den zweiten Platz in der Zweiten Bundesliga Mitte. Nur dem Erstligaabsteiger Hanau Hawks musste man sich geschlagen geben. 
In der Zwischenzeit hatten die US-Profis der Frankfurt Galaxy in den Jahren 1991 und 1992 für einen Football-Boom gesorgt. 1993 war durch eine anstehende Verkleinerung der 1. und 2. Bundesligen kaum möglich auf einen Klassenerhalt hin zu planen, so dass einige der jeweils acht Vereine pro Gruppe gleich auf einen Aufstieg setzten und investierten. Mit nur einer knappen Niederlage gegen die Stuttgart Scorpions feierten die Frankfurt Gamblers die Meisterschaft der Zweiten Bundesliga Mitte, die ihnen die Chance auf den Aufstieg in die Erste Bundesliga bescherte. In den Relegationsspielen gegen den Süd-Meister Erding Bulls behielten sie zwar sportlich die Oberhand, hatten aber einen Spieler ohne gültige Lizenz eingesetzt und konnten nicht aufsteigen. 

### 1994–1995 (American) Football League of Europe (A)FLE
Die Gamblers traten 1994 jedoch auch nicht wieder in der Zweiten Liga an, denn in die Lücke, die die NFL-unterstützte Weltliga WLAF nach der vorerst letzten Saison 1992 hinterlassen hatte, versuchten einige europäische Unternehmer und Vereine zu stoßen und gründeten die Football League of Europe (FLE). Die Gamblers machten ihrem Namen alle Ehre und setzen auf das internationale Wagnis, das u. a. mit hohen Kosten für Reisen verbunden war. Die Pläne einer parallelen FLE- und Zweitliga-Teilnahme wurden schnell begraben. In der FLE Central Conference gelangen unter Headcoach Tracy A. Holland in neun Spielen nur 2 Siege, die Reise nach Helsinki blieb den Hessen erspart. Die Saison verlief sportlich nicht so erfolgreich wie erhofft und wirtschaftlich nötig, und der riskante Finanzplan zog das Team in die Insolvenz. Der Zuschauerschnitt lag in dieser Saison bei etwa 3300.
Spieler, Trainer und Management gründeten kurzerhand einen neuen Verein, die „Frankfurt Knights“, wechselten geschlossen in den frischen schuldenfreien Verein, und nahmen die FLE-Lizenz gleich mit. 1995 traten die Frankfurt Knights die Nachfolge der Gamblers in der nun  American Football League of Europe (AFLE) genannten Liga mit nur noch 5 Teams an, und gingen kurz darauf ebenfalls pleite.

## Jugendteam
1990 wurde unter der Leitung von Klaus Possinke Zeit das Jugend-Team der Frankfurt Gamblers aufgestellt. Die Jugendmannschaft unter Cheftrainer Steve Smith gewann 1992 nach einem 14:12-Sieg gegen die Darmstadt Diamonds die Hessenmeisterschaft.
1994 war ein schwarzes Jahr für die Mitglieder des Jugendteams der Frankfurter. Während der Saison verstarb unerwartet einer der Leistungsträger der Mannschaft. Trotz dieses Rückschlags gewann die Gamblers-Jugend abermals die Hessenmeisterschaft.
Das junge Team, gespickt mit einigen erfahrenen Veteranen, schaffte es in der Saison sogar ungeschlagen bis ins Finale, dem Junior Bowl. Dort mussten sich die Gamblers allerdings der Jugend der Berlin Adler mit 0:22 geschlagen geben. 
1995 brach das Team jedoch auseinander, man schloss sich mit verschiedenen Vereinen zu einer Spielgemeinschaft zusammen, 1998 war das letzte Jahr, in dem die Jugend nochmals eigenständig aufgelaufen ist, bevor es sich 1999 vorerst „Team Frankfurt“ nannte und heute unter „Ravens Frankfurt“ bekannt ist.
Die Insolvenz des Hauptvereins bedeutete dann auch das endgültige Aus für die Jugend-Mannschaft.

## Ligaplatzierungen
| Ligaplatzierungen | Ligaplatzierungen            |
| ----------------- | ---------------------------- |
| 1994              | 4. FLE-Central Conference    |
| 1993              | 1. 2. Bundesliga Mitte       |
| 1992              | 2. 2. Bundesliga Mitte       |
| 1991              | 1. Regionalliga Mitte (Nord) |
| 1990              | 1. Verbandsliga Hessen       |
| 1989              | 3. Verbandsliga Hessen       |
| 1988              | 2. Verbandsliga Mitte        |
| 1987              | 2. Regionalliga Mitte B      |
| 1986              | 2. Regionalliga Mitte B      |